# La Cangrejera Dos
La Cangrejera Dos är en ort i Mexiko.   Den ligger i kommunen Coatzacoalcos och delstaten Veracruz, i den sydöstra delen av landet, 500 km öster om huvudstaden Mexico City. La Cangrejera Dos ligger 35 meter över havet och antalet invånare är 106.
Terrängen runt La Cangrejera Dos är platt. Runt La Cangrejera Dos är det ganska glesbefolkat, med 38 invånare per kvadratkilometer. Närmaste större samhälle är Coatzacoalcos, 12,1 km väster om La Cangrejera Dos. Omgivningarna runt La Cangrejera Dos är en mosaik av jordbruksmark och naturlig växtlighet.